# Zdunówek
Zdunówek (dawn. Zdunówko) – wieś sołecka w Polsce położona w województwie mazowieckim, w powiecie płońskim, w gminie Raciąż.
W latach 1975–1998 miejscowość administracyjnie należała do województwa ciechanowskiego.
Z tej miejscowości pochodził Antoni Bielak (1941–2014), wojewoda płocki w latach 1980–1990.